# Свіні – Монт-Белв'ю (трубопровід для ЗВГ)
Свіні – Монт-Белв'ю (трубопровід для ЗВГ) – трубопровід в Техасі, призначений для транспортування зріджених вуглеводневих газів (ЗВГ).
У 2015 році компанія Phillips 66 ввела на майданчику у Свіні (південніше від Х'юстона) першу установку фракціонування ЗВГ, котру зв’язали трубопроводами із розташованими неподалік підземним сховищем Клеменс та терміналом для експорту ЗНГ у Фріпорті. З метою надати більше можливостей цьому комплексу, майданчик у Свіні з’єднали із найбільшим у світі ЗВГ-хабом в Монт-Белв’ю, розташованим дещо на схід від Х’юстона. Для цього проклали трубопровід довжиною 82 милі та діаметром 450 мм, здатний перекачувати 180 тисяч барелів на добу. По ньому здійснюється бідирекціональне транспортування пропану, бутану та нефракціонованої суміші ЗВГ («Y-grade»).
На одній із ділянок трубопровід пройшов під дном Х’юстонського судноплавного каналу, для чого методом горизонтального буріння на глибині 60 метрів під цим водним шляхом проклали тунель довжиною 3,8 км.